# Wolters Trude
Wolters Trude ist ein Dokumentarkurzfilm von Gabriele Denecke von 1977.

## Inhalt
„Wolters Trude lebt in einem Dorf südlich Berlins. Geboren 1904 in Rastenburg, kam sie mit ihren Eltern nach Berlin. Als sie 9 Jahre alt war, starb die Mutter. Ein Leben mit Wassersuppe und ohne den lieben Gott. 1918 kam sie ins Dorf zu Wolters, die brauchten jemand für die Landwirtschaft. 1928 heiratete sie einen Mann, der auf die Gaststätte ihrer Stiefeltern spekulierte, sie dann allein ließ mit 8 Kindern. Die waren ihr Beruf. Symbolische Bilder der verschiedenen Lebensalter stehen neben Bildern von Trudes altersschönem Gesicht, ihren Händen. Trude in der Zickenschweiz, Trude beim Holzhacken, beim Heizen, mit ihrem Fahrrad, mit ihrem Schwager, mit dem blühenden Fingerhut im Garten.“

Zwischen den Interviewteilen werden Tanz- und Bewegungsszenen als Sinnbilld für die verschiedenen Altersstufen gezeigt.
Ein Essay über Glück, Leben Alter und Einsamkeit.

## Hintergründe
Wolters Trude war der Diplomfilm der Regiestudentin Gabriele Denecke an der Hochschule für Film und Fernsehen in Potsdam-Babelsberg. Er war einer der Porträtfilme über Frauen, die in dieser Zeit vermehrt in der DDR gedreht wurden.
Wolters Trude wurde im November 1994 beim Internationalen Dokumentarfilmfestival in Leipzig gezeigt, am 5. Dezember 1994 im ORB-Fernsehen, 2018 wieder beim Dokumentarfilmfestival in Leipzig als einer von mehreren Babelsberger Studentenfilmen, die kurz zuvor auf einer DVD erschienen waren, und 2022 im Berliner Programmkino Krokodil in einer Filmreihe über Frauen in sozialistischen Gesellschaften.